# 侯嘉堡格足球會
侯嘉堡格足球會（Högaborgs BK）是成立於1927年位於赫爾辛堡的瑞典足球俱樂部。

## 外部連結
- Högaborgs BK （页面存档备份，存于） - 官方網站